# HLA-DMA
HLA-DMA‏ (HLA class II histocompatibility antigen, DM alpha chain) هوَ بروتين يُشَفر بواسطة جين HLA-DMA في الإنسان.